# 악어의 공포
"악어의 공포"(Crocodile Fangs)는 한국, 태국에서 제작된 이원세 감독의 1977년 영화이다. 민우 등이 주연으로 출연하였고 한갑진 등이 제작에 참여하였다.

## 출연

### 주연
- 민우
- 신찬일
- 왕은희
- 바암 유갈리
- 마자푸러다
- 스푸라나반드

## 기타
- 조명: 이억만
- 미술: 조경환
- 개봉관: 단성사
- 현상: 우성현상소